# Groß Schacksdorf-Simmersdorf
Groß Schacksdorf-Simmersdorf (em baixo sorábio: Tšěšojce-Žymjerojce) é um município da Alemanha, situado no distrito de Spree-Neiße, no estado de Brandemburgo. Tem 25,11 km² de área, e sua população em 2019 foi estimada em 927 habitantes.